# Miss España 1991
Miss España 1991 fue una edición del certamen de belleza Miss España. Se llevó a cabo el 5 de noviembre de 1991 en el Teatro Gallego de La Coruña. Sofía Mazagatos fue la ganadora, la cual representó a España en el certamen Miss Europa 1992. La primera finalista representó al país en el Miss Universo 1992 y la segunda finalista representó al país en el Miss Mundo 1992 y Miss Internacional 1992. Este fue el primer certamen del Miss España en ser televisado.

## Resultados
| Resultados Final | Candidata |
| ---------------- | --- |
| Miss España 1991 | Madrid - Sofía Mazagatos |
| 1.a Finalista    | Valladolid - Virginia García |
| 2.a Finalista    | Baleares - Samantha Torres |
| 3.a Finalista    | Salamanca - Míriam Reyes |
| 4.a Finalista    | Tenerife - Adelaida Céspedes |
| Top 10           | Las Palmas - Ana Gabriela Rodríguez Melilla - Ma. del Carmen Carbajo Pontevedra - Angélica Múgica Vizcaya - Ma. Victoria Atutxa Zaragoza - Ma. Angélica Portero |
| Top 20           | Alicante - Macarena Río del Alba Badajoz - Ma. José Berrocal Jaén - Guadalupe Ximénez La Coruña - Patricia Aller Murcia - Ana Belén Alonso Palencia - Soledad Calvó Sevilla - Andrea Gascón Toledo - Ma. José Gabaldón Valencia - Perla Hernández Zamora - Rosa María Jiménez |

## Premios especiales
| Resultado          | Candidata                    |
| ------------------ | ---------------------------- |
| Mejor Traje Típico | Burgos - Beatriz del Pino    |
| Miss Rostro        | Valladolid - Virginia García |
| Miss Simpatía      | La Coruña - Patricia Aller   |
| Miss Fotogénica    | Valladolid - Virginia García |

## Candidatas
52 candidatas compitieron en el certamen:
| Provincia   | Candidata                         | Edad | Estatura        |
| ----------- | --------------------------------- | ---- | --------------- |
| Álava       | Luisa Castillo de León Suárez     | 17   | 1,76 m (5′ 9″)  |
| Albacete    | Daniela Bas Valle Rosado          | 22   | 1,80 m (5′ 11″) |
| Alicante    | Macarena Río del Alba Palomo      | 23   | 1,79 m (5′ 10″) |
| Almería     | Rosaura Beltre López              | 21   | 1,75 m (5′ 9″)  |
| Asturias    | Guadalupe Martín Santana          | 20   | 1,68 m (5′ 6″)  |
| Ávila       | Érica Cadenas Alberola            | 17   | 1,75 m (5′ 9″)  |
| Badajoz     | María José Berrocal Canals        | 20   | 1,78 m (5′ 10″) |
| Baleares    | Samantha Torres Waldrón           | 20   | 1,79 m (5′ 10″) |
| Barcelona   | Laura Pomares Hervia              | 19   | 1,73 m (5′ 8″)  |
| Burgos      | Beatriz del Pino Durán            | 19   | 1,73 m (5′ 8″)  |
| Cáceres     | Paulina Martín Ariño              | 24   | 1,80 m (5′ 11″) |
| Cádiz       | Denise Blanes Santa María         | 25   | 1,82 m (6′ 0″)  |
| Cantabria   | Asunción Cerecero Amor            | 22   | 1,77 m (5′ 10″) |
| Castellón   | Xuleyka Batalla Sola              | 21   | 1,77 m (5′ 10″) |
| Ceuta       | Fernanda Arregui Fuster           | 18   | 1,77 m (5′ 10″) |
| Ciudad Real | Celinée Céspedes Ferrer           | 20   | 1,74 m (5′ 9″)  |
| Córdoba     | Ana María Cabañas Gelabert        | 21   | 1,77 m (5′ 10″) |
| Cuenca      | Carmela Calatayud Mercedes        | 22   | 1,76 m (5′ 9″)  |
| Gerona      | Marta Bartolomé González          | 17   | 1,80 m (5′ 11″) |
| Granada     | Carolina Manzano de los Santos    | 19   | 1,77 m (5′ 10″) |
| Guadalajara | Sofía Luz Borrell Rojas           | 17   | 1,76 m (5′ 9″)  |
| Guipúzcoa   | Penélope del Alba Rodríguez       | 23   | 1,75 m (5′ 9″)  |
| Huelva      | Nerea del Carmen Ayllón Gil       | 24   | 1,76 m (5′ 9″)  |
| Huesca      | María Teresa Almansa Sans         | 23   | 1,76 m (5′ 9″)  |
| Jaén        | María Guadalupe Ximénez Acuña     | 22   | 1,75 m (5′ 9″)  |
| La Coruña   | Patricia Aller Ferrándiz          | 18   | 1,77 m (5′ 10″) |
| La Rioja    | Laura Íñiguez Quesada             | 25   | 1,78 m (5′ 10″) |
| Las Palmas  | Ana Gabriela Rodríguez Zabaleta   | 21   | 1,73 m (5′ 8″)  |
| León        | Marta Carmona de la Rosa          | 22   | 1,74 m (5′ 9″)  |
| Lérida      | Ana María Botella Fernández       | 20   | 1,78 m (5′ 10″) |
| Lugo        | Sandra Crespi Rodríguez           | 24   | 1,79 m (5′ 10″) |
| Madrid      | Sofía Mazagatos Gómez             | 18   | 1,77 m (5′ 10″) |
| Málaga      | Blanca Osuna Campo                | 19   | 1,73 m (5′ 8″)  |
| Melilla     | María del Carmen Carbajo Torrents | 21   | 1,73 m (5′ 8″)  |
| Murcia      | Ana Belén Alonso Gallo            | 20   | 1,75 m (5′ 9″)  |
| Navarra     | Catalina Blanco Mancebo           | 18   | 1,75 m (5′ 9″)  |
| Orense      | Dolores Ugarte Salas              | 24   | 1,80 m (5′ 11″) |
| Palencia    | Soledad Calvó Morera              | 21   | 1,79 m (5′ 10″) |
| Pontevedra  | Angélica Múgica Carretero         | 17   | 1,76 m (5′ 9″)  |
| Salamanca   | Míriam Reyes de los Herreros      | 21   | 1,76 m (5′ 9″)  |
| Segovia     | Verónica Rosado Bosch             | 18   | 1,74 m (5′ 9″)  |
| Sevilla     | Andrea Gascón Goicoechea          | 24   | 1,83 m (6′ 0″)  |
| Soria       | María Isabel Vélez Cañete         | 25   | 1,76 m (5′ 9″)  |
| Tarragona   | Natividad Vila-Stewart Bravo      | 22   | 1,78 m (5′ 10″) |
| Tenerife    | Adelaida Céspedes Espinal         | 19   | 1,84 m (6′ 0″)  |
| Teruel      | Reina Macías Méndez               | 23   | 1,76 m (5′ 9″)  |
| Toledo      | María José Gabaldón Solana        | 24   | 1,74 m (5′ 9″)  |
| Valencia    | Perla Hernández Pimentel          | 17   | 1,77 m (5′ 10″) |
| Valladolid  | María Virginia García Álvarez     | 21   | 1,80 m (5′ 11″) |
| Vizcaya     | María Victoria Atutxa Nogués      | 25   | 1,78 m (5′ 10″) |
| Zamora      | Rosa María Jiménez Villalonga     | 23   | 1,74 m (5′ 9″)  |
| Zaragoza    | María Angélica Portero Mendoza    | 22   | 1,81 m (5′ 11″) |